# Adenozinski A2A receptor
Adenozinski A2A receptor (ADORA2A) je adenozinski receptor. On je kodiran humanim  genom.

## Struktura
Ovaj protein je član familije G protein-spregnutih receptora koji imaju sedam transmembranskih alfa heliksa. Kristalografska struktura adenozinskog A2A receptora (3EML) pokazuje da je mesto vezivanja liganda distinktno u odnosu na druge GPCR proteine sa određenom strukturom (npr., beta-2 adrenergički receptor i rodopsin).

### Heteromeri
Dejstva A2A receptora su komplikovana činjenicom da je mnoštvo funkcionalnih heteromera, koji su kombinacije A2A podjedinica i drugih nesrodnih G-protein spregnutih receptora, nađeno u mozgu. To uvećava kompleksnost uloge adenozina u modulaciji neuronske aktivnosti. Heteromeri koji sadrže adenozinski A1/A2A, dopaminski /A2A i3/A2A, glutamatni 5/A2A i kanabinoidni 1/A2A su zapaženi, kao i  heterotrimeri. Istraživanje funkcionalnog značaja i endogene  uloge tih hibridnih receptora je u toku.

## Funkcija
Ovaj protein je jedan od nekoliko podtipova adenozinskih receptora. Njegova aktivnost je posredovana G proteinima koji aktiviraju adenilat ciklazu. Ovog proteina ima u izobilju u bazalnoj gangliji, vaskulaturi i krvnim pločicama. On je jedan od glavnih meta kofeina.

## Fiziološka uloga
Poput A1, A2A receptori učestvuju u regulaciji potrošnje miokardijalnog kiseonika i koronarnog krvnog protoka.
A2A receptor je odgovoran za regulaciju miokardijalnog protoka krvi putem vazodilatacije koronarnih arterija, čime se povećava krvni protok do miokardijuma, mada to može da dovede do hipotenzije. Kao i A1 receptori, ovo dejstvo normalno služi kao zaštitni mehanizam.
A2A receptori su izraženi u mozgu, gde regulišu glutamatno i dopaminsko oslogađanje. On je potencijalna terapeutska meta za lečenje insomnije, bola, depresije, zavisnosti od droge i Parkinsonove bolesti.

## Ligandi
Brojni selektivni A2A ligandi su razvijeni, sa nekoliko mogućih terapeutskih primena. Starija ispitivanja funkcije adenozinskog receptora, i neselektivni antagonisti adenozinskog receptora kao što je aminofilin, su bili usredsređeni na ulogu adenozinskih receptora u funkciji srca. To je rezultovalo u nekoliko kliničkih ispitivanja tih antagonista za lečenje bradikardijskog srčanog zastoja.
Međutim razvoj selektivnijih A2A liganda je doveo do drugih primena. Najznačajniji fokus istraživanja je potencijalna terapeutska uloga A2A antagonista u lečenju Parkinsonove bolesti.

### Agonisti
- [51]
- (2-(1-oktinil)adenozin)[52]
- (N6-(2-(3,5-dimetoksifenil)-2-(2-metilfenil)etil)adenozin)
- Regadenozon

### Antagonisti
- Istradefilin (KW-6002)[53]
- [54]
- Preladenant[55]
- [56]
- [57]
- Vipadenant (BIIB-014)

## Interakcije
Za adenozinski A2A receptor je pokazano da interaguje sa dopaminskim receptorom D2.

## Literatura
- Ongini E, Adami M, Ferri C, Bertorelli R (1997). „Adenosine A2A receptors and neuroprotection.”. Ann. N. Y. Acad. Sci. 825 (1 Neuroprotecti): 30—48. PMID 9369973. doi:10.1111/j.1749-6632.1997.tb48412.x.
- Furlong TJ, Pierce KD, Selbie LA, Shine J (1992). „Molecular characterization of a human brain adenosine A2 receptor.”. Brain Res. Mol. Brain Res. 15 (1-2): 62—6. PMID 1331670. doi:10.1016/0169-328X(92)90152-2.
- Makujina SR; Sabouni MH; Bhatia S;  . (1992). „Vasodilatory effects of adenosine A2 receptor agonists CGS 21680 and CGS 22492 in human vasculature.”. Eur. J. Pharmacol. 221 (2-3): 243—7. PMID 1426003. doi:10.1016/0014-2999(92)90708-C.
- Karlsten R, Gordh T, Post C (1992). „Local antinociceptive and hyperalgesic effects in the formalin test after peripheral administration of adenosine analogues in mice.”. Pharmacol. Toxicol. 70 (6 Pt 1): 434—8. PMID 1438021. doi:10.1111/j.1600-0773.1992.tb00503.x.
- Libert F; Passage E; Parmentier M;  . (1992). „Chromosomal mapping of A1 and A2 adenosine receptors, VIP receptor, and a new subtype of serotonin receptor.”. Genomics. 11 (1): 225—7. PMID 1662665. doi:10.1016/0888-7543(91)90125-X.
- Martinez-Mir MI, Probst A, Palacios JM (1992). „Adenosine A2 receptors: selective localization in the human basal ganglia and alterations with disease.”. Neuroscience. 42 (3): 697—706. PMID 1835521. doi:10.1016/0306-4522(91)90038-P.
- Libert F; Parmentier M; Lefort A;  . (1989). „Selective amplification and cloning of four new members of the G protein-coupled receptor family.”. Science. 244 (4904): 569—72. PMID 2541503. doi:10.1126/science.2541503.
- Kim J; Wess J; van Rhee AM;  . (1995). „Site-directed mutagenesis identifies residues involved in ligand recognition in the human A2A adenosine receptor.”. J. Biol. Chem. 270 (23): 13987—97. PMID 7775460. doi:10.1074/jbc.270.23.13987.
- Szondy Z (1995). „Adenosine stimulates DNA fragmentation in human thymocytes by Ca(2+)-mediated mechanisms.”. Biochem. J. 304. ( Pt 3): 877—85. PMC 1137415 . PMID 7818494.
- MacCollin M; Peterfreund R; MacDonald M;  . (1994). „Mapping of a human A2A adenosine receptor (ADORA2) to chromosome 22.”. Genomics. 20 (2): 332—3. PMID 8020991. doi:10.1006/geno.1994.1181.
- Nonaka H; Ichimura M; Takeda M;  . (1994). „KF17837 ((E)-8-(3,4-dimethoxystyryl)-1,3-dipropyl-7-methylxanthine), a potent and selective adenosine A2 receptor antagonist.”. Eur. J. Pharmacol. 267 (3): 335—41. PMID 8088373. doi:10.1016/0922-4106(94)90159-7.
- Iwamoto T; Umemura S; Toya Y;  . (1994). „Identification of adenosine A2 receptor-cAMP system in human aortic endothelial cells.”. Biochem. Biophys. Res. Commun. 199 (2): 905—10. PMID 8135838. doi:10.1006/bbrc.1994.1314.
- Salmon JE; Brogle N; Brownlie C;  . (1993). „Human mononuclear phagocytes express adenosine A1 receptors. A novel mechanism for differential regulation of Fc gamma receptor function.”. J. Immunol. 151 (5): 2775—85. PMID 8360491.
- Peterfreund RA, MacCollin M, Gusella J, Fink JS (1996). „Characterization and expression of the human A2A adenosine receptor gene.”. J. Neurochem. 66 (1): 362—8. PMID 8522976. doi:10.1046/j.1471-4159.1996.66010362.x.
- Le F; Townsend-Nicholson A; Baker E;  . (1996). „Characterization and chromosomal localization of the human A2A adenosine receptor gene: ADORA2A.”. Biochem. Biophys. Res. Commun. 223 (2): 461—7. PMID 8670304. doi:10.1006/bbrc.1996.0916.
- Jiang Q; Van Rhee AM; Kim J;  . (1996). „Hydrophilic side chains in the third and seventh transmembrane helical domains of human A2A adenosine receptors are required for ligand recognition.”. Mol. Pharmacol. 50 (3): 512—21. PMID 8794889.
- Ledent C; Vaugeois JM; Schiffmann SN;  . (1997). „Aggressiveness, hypoalgesia and high blood pressure in mice lacking the adenosine A2A receptor.”. Nature. 388 (6643): 674—8. PMID 9262401. doi:10.1038/41771.
- Koshiba M; Rosin DL; Hayashi N;  . (1999). „Patterns of A2A extracellular adenosine receptor expression in different functional subsets of human peripheral T cells. Flow cytometry studies with anti-A2A receptor monoclonal antibodies.”. Mol. Pharmacol. 55 (3): 614—24. PMID 10051547.
- Borgland SL, Castañón M, Spevak W, Parkinson FE (1999). „Effects of propentofylline on adenosine receptor activity in Chinese hamster ovary cell lines transfected with human A1, A2A, or A2B receptors and a luciferase reporter gene.”. Can. J. Physiol. Pharmacol. 76 (12): 1132—8. PMID 10326835. doi:10.1139/cjpp-76-12-1132.